# Onstein
Onstein is een buitenplaats en landgoed in de buurtschap Linde bij Vorden in de gemeente Bronckhorst, in de Nederlandse provincie Gelderland. Het kasteel is een rijksmonument.

## Geschiedenis
De vroegst bekende melding stamt uit 1494 als hofroerig goed Onstedynck. Mogelijk is hier sprake van een boerderij. De familie Van Hasselholt bouwde hier in het jaar 1613 een landhuis. De aanleg is een schoolvoorbeeld van de Le Nôtre-stijl met assenstelsel.
Hoewel het Onstein alle kenmerken van een havezate bezit is het dat nooit geweest. Zelfs een kasteel is het niet, ook al noemt men het huis "Kasteel Onstein". Het huidige huis werd in 1613 gebouwd als eenvoudig bakstenen landhuis maar werd in 1925 ingrijpend verbouwd. Het kreeg een ander dak, waarbij de pannen werden vervangen door leistenen en voorzien van klokkentorentjes. De traptoren werd verhoogd tot boven de daklijst. Hierdoor kreeg het oorspronkelijke gebouw een kasteelachtig aanzien. Het huis en omgeving zijn niet toegankelijk voor het publiek.